# Amphimallon maevae
Amphimallon maevae är en skalbaggsart som beskrevs av Olivier Montreuil 1999. Amphimallon maevae ingår i släktet Amphimallon och familjen Melolonthidae. Inga underarter finns listade i Catalogue of Life.